# Teuchophorus utahensis
Teuchophorus utahensis is een vliegensoort uit de familie van de slankpootvliegen (Dolichopodidae). De wetenschappelijke naam van de soort is voor het eerst geldig gepubliceerd in 1942 door Harmston and Knowlton.